# Nuoto ai XVI Giochi del Mediterraneo - 200 metri dorso femminili

## Record
Prima di questa competizione, il record del mondo (WR) e il record dei Giochi del Mediterraneo (GR) erano i seguenti:
|    | 2'05"24 | Kirsty Coventry Zimbabwe | 16 agosto 2008 Pechino, Cina   |
| GR | 2'12"65 | Alessia Filippi Italia   | 25 giugno 2005 Almería, Spagna |

Durante l'evento sono stati migliorati i seguenti record:
| Data      | Evento      | Atleta          | Nazione | Tempo   | Record |
| --------- | ----------- | --------------- | ------- | ------- | ------ |
| 28 giugno | 1ª batteria | Alessia Filippi | Italia  | 2'11"32 | GR     |
| 28 giugno | Finale      | Alessia Filippi | Italia  | 2'08"03 | GR     |

## Batterie
Domenica 28 giugno, ore 11:00 CEST.
Si sono svolte 2 batterie di qualificazione. Le prime 8 atlete si sono qualificate direttamente per la finale.
| #  | Batteria | Corsia | Atleta                | Nazionalità | Tempo   | Note  |
| -- | -------- | ------ | --------------------- | ----------- | ------- | ----- |
| 1  | 1        | 4      | Alessia Filippi       | Italia      | 2'11"32 | Q, GR |
| 2  | 2        | 3      | Duane Da Rocha Marce  | Spagna      | 2'12"88 | Q     |
| 3  | 2        | 4      | Alexianne Castel      | Francia     | 2'12"89 | Q     |
| 4  | 1        | 5      | Anja Carman           | Slovenia    | 2'15"11 | Q     |
| 5  | 2        | 5      | Cloe Credeville       | Francia     | 2'15"80 | Q     |
| 6  | 1        | 3      | Valentina Lucconi     | Italia      | 2'15"98 | Q     |
| 7  | 2        | 6      | Stella Boumi          | Grecia      | 2'16"77 | Q     |
| 8  | 1        | 2      | Gizem Yali            | Turchia     | 2'19"83 | Q     |
| 9  | 2        | 7      | Lara Grangeon         | Francia     | 2'21"01 |       |
| 10 | 1        | 6      | Andrea Basaraba       | Serbia      | 2'21"61 |       |
| 11 | 2        | 2      | Nazli Calisal Ege     | Turchia     | 2'23"66 |       |
| 12 | 1        | 1      | Imane Boulaamane      | Marocco     | 2'26"45 |       |
| 13 | 1        | 8      | Monica Ramirez Abella | Andorra     | 2'29"78 |       |
| 14 | 2        | 1      | Sofia Papadopoulou    | Cipro       | 2'31"73 |       |
| 15 | 2        | 8      | Asmahan Farhat        | Libia       | 2'46"00 |       |
| -  | 1        | 7      | Maja Sovinek          | Slovenia    | DSQ     |       |

## Finale
Domenica 28 giugno, ore 18:15 CEST.
| Posizione | Corsia | Atleta               | Paese    | Tempo   | Note |
| --------- | ------ | -------------------- | -------- | ------- | ---- |
|           | 4      | Alessia Filippi      | Italia   | 2'08"03 | GR   |
|           | 5      | Duane Da Rocha Marce | Spagna   | 2'11"73 |      |
|           | 3      | Alexianne Castel     | Francia  | 2'12"43 |      |
| 4         | 7      | Valentina Lucconi    | Italia   | 2'13"74 |      |
| 5         | 1      | Stella Boumi         | Grecia   | 2'14"05 |      |
| 6         | 6      | Anja Carman          | Slovenia | 2'14"63 |      |
| 7         | 2      | Cloe Credeville      | Francia  | 2'15"66 |      |
| 8         | 8      | Gizem Yali           | Turchia  | 2'18"90 |      |